# Anastasia Șaguna
Anastasia Șaguna (n. 1785 – d. 1836) a fost mama mitropolitului Andrei Șaguna.
A fost canonizată ca sfântă de Sfântul Sinod al Bisericii Ortodoxe Române în ședința sa din 1 iulie 2025, cu titulatura „Sfânta Anastasia Șaguna, mama Sfântului Ierarh Andrei Șaguna” și prăznuirea în ziua de 1 decembrie.